# Вагон метро типу А

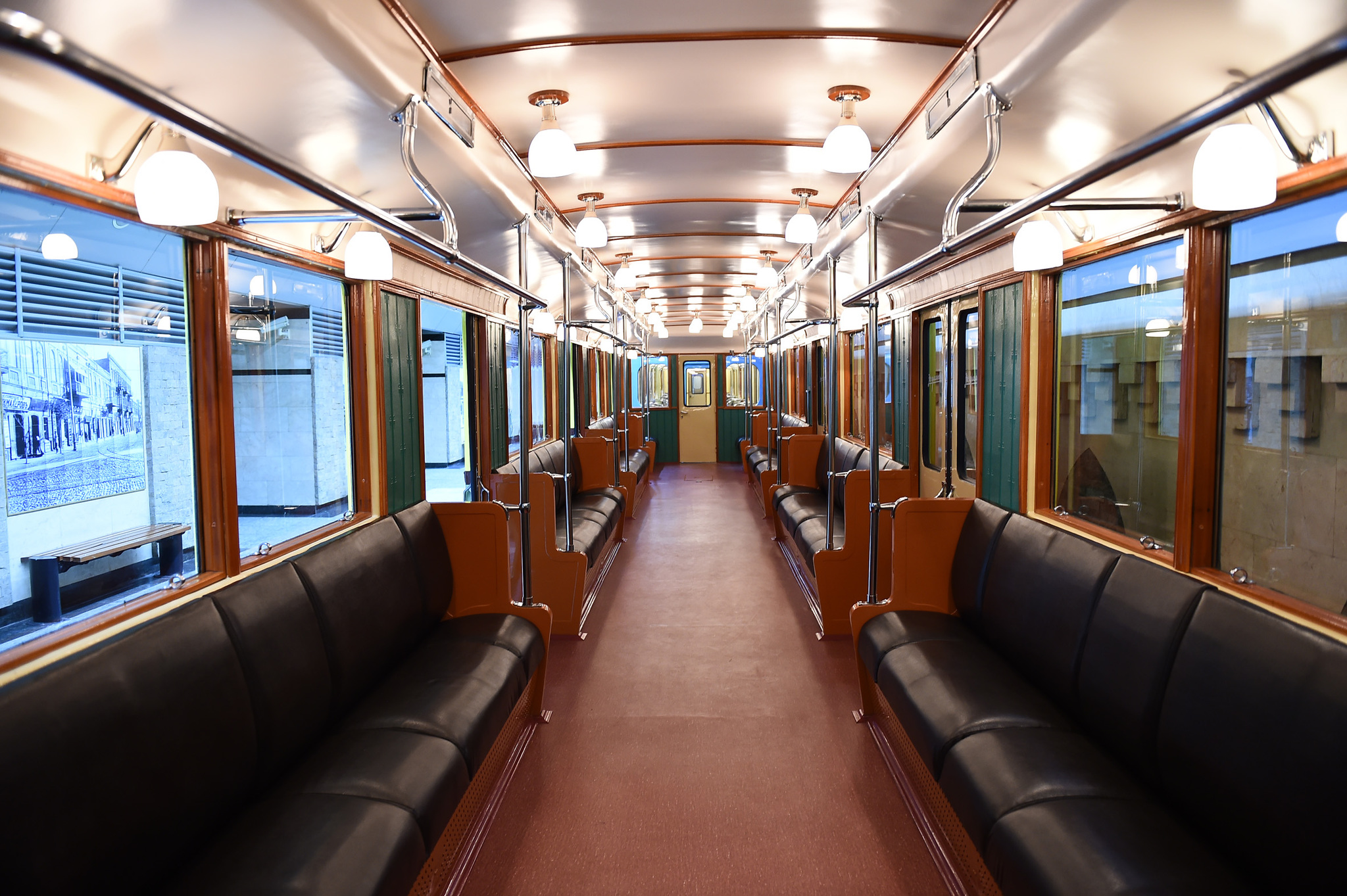
Салон вагону

Вагон метро типу «А» — вагон метрополітену, виготовлявся Митищинським вагонобудівним заводом в період з 1934 по 1939 рік. Перші поїзди, сформовані з вагонів цих типів, відкривали рух в московському метрополітені 15 травня 1935 року. Для перевезення пасажирів використовувалися до 1975 року, два вагони цієї серії використовувалися в Московскому метрополітені як дефектоскопи до 2001 року. Вагони спроектували спеціально до відкриття московського метрополітену.